# Linéo de Toulouse
Les lignes Linéo de l'agglomération toulousaine sont des lignes de bus à haut niveau de service (BHNS) exploitées par Tisséo.
Ces lignes circulent essentiellement sur des parcours optimisés mais pas entièrement en site propre.
Elles sont au nombre de 11 en septembre 2024 et complètent le réseau de bus classique de Toulouse. Le projet de base visait à développer 10 lignes d'ici 2020, sous l’appellation commerciale Linéo, le nombre de 10 lignes ne sera finalement atteint qu'en 2023.

## Historique
En septembre 2013, la ligne 16 est transformée en L16 et devient la première ligne « Linéo » de Toulouse mais elle est toujours considérée comme une ligne de bus « classique » (symbole « BUS », pas de séparation avec les autres lignes).

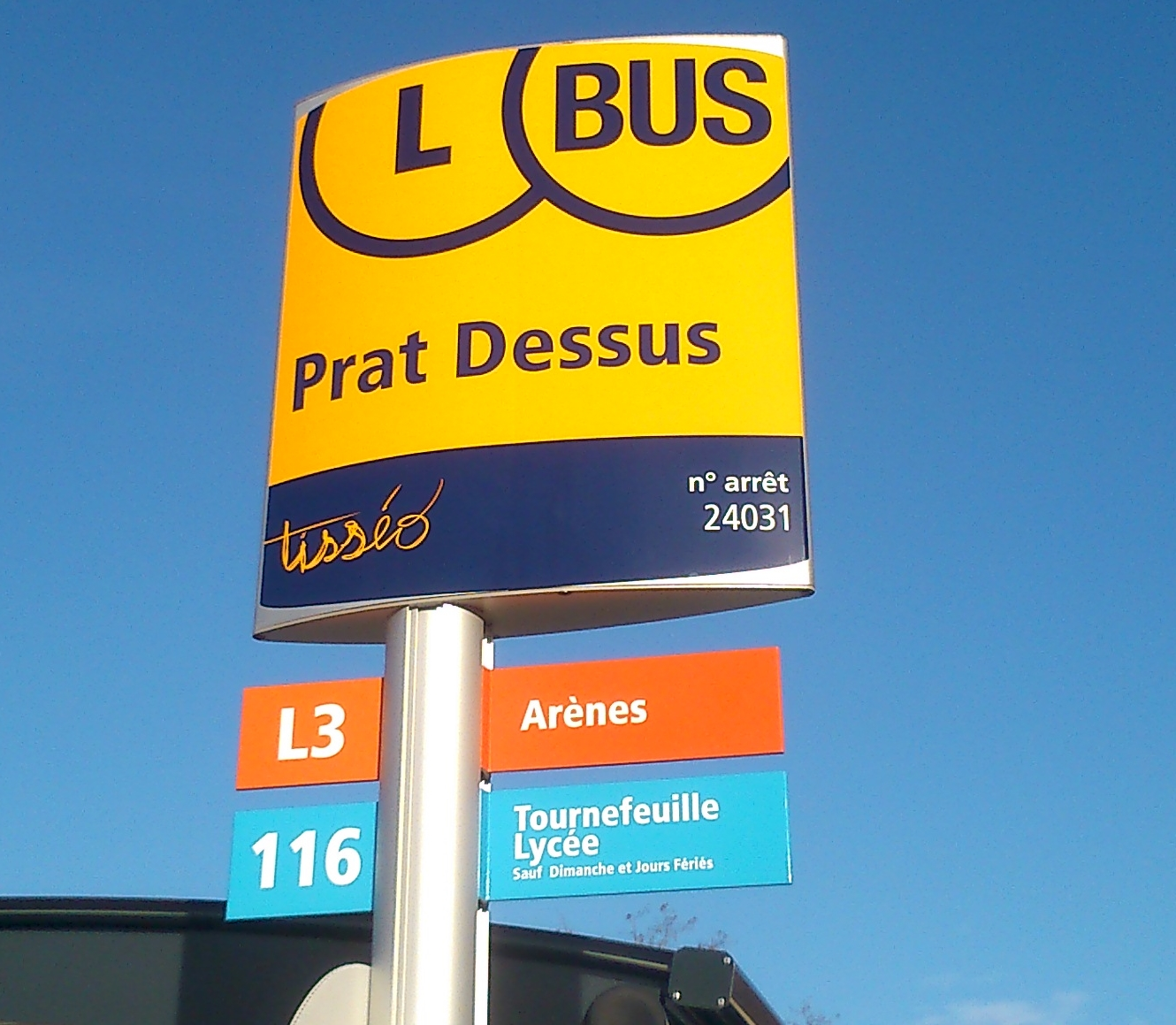
Les totems des arrêts Linéo sont toujours accompagnés du symbole « L » en complément de celui des bus classique.

La rentrée 2016 représente le réel lancement du réseau Linéo en tant que tel. En plus du renommage de la ligne L16 en ligne L1 et du lancement de la ligne L2 (ancienne ligne 64), le réseau a désormais une identité particulière (le « L ») et est séparé des bus classiques dans la communication Tisséo (horaires, plans, etc).
Le matériel roulant possède également une identité visuelle particulière. Les bus sont de couleur grise avec des bandes argentées et arborent un logo « Linéo » orange. (Cependant il arrive dans certains cas que ces bus soient utilisés sur des lignes « classiques », ou à l'inverse que des bus de lignes « classiques » soient utilisés sur des lignes Linéo).
- Le 4 septembre 2017, trois nouvelles lignes sont mises en service : L6 (ancienne ligne 62), L7 (ancienne ligne 10) et L8 (ancienne ligne 22).
- Le 3 septembre 2018, une nouvelle ligne est mise en service : L9 (anciennes lignes 38 et 39).
- En 2019, trois nouvelles lignes sont mises en service : L3 le 7 janvier (ancienne ligne 65), L4 le 2 septembre (ancienne ligne 12) et L5 le 2 décembre (ancienne ligne 52). La ligne L1 a par ailleurs été prolongée jusqu'à Fonsegrives Entiore le 11 mars[7].
- Le 29 août 2022, une nouvelle ligne est mise en service : L10 (ancienne ligne 60), et la ligne L7 disparaît puisque son itinéraire est majoritairement repris par la ligne L9.
- à partir du 25 novembre 2022, la descente à la demande entre deux arrêts est mise en place sur l'ensemble, après une période d'expérimentation sur les lignes L1 et L2 ayant commencée un an avant[8],[9],[10].
- Le 2 janvier 2023, une nouvelle ligne est mise en service : L11 (anciennes lignes 47 et 57).
- Le 2 septembre 2024, une nouvelle ligne est mise en service : L14 (ancienne ligne 14).
- En 2025, des travaux sont commencés sur la route métropolitaine 2, pour les lignes Linéo 7 et 9[11].

## Fonctionnement
Présenté comme situé « entre le tramway et le bus classique », les bus Linéo sont en réalité des lignes de bus optimisées avec une fréquence élevée (de 6 à 10 minutes pendant les heures de pointe et de 8 à 12 minutes pendant les heures creuses) et des plages horaires étendues de 5h du matin à 0h30 environ.
Ces lignes sont accessibles à tous (et notamment les personnes à mobilité réduite) avec la mise aux normes des points d’arrêts et des nouveaux bus adaptés. De plus ces arrêts sont surélevés, plus longs (20 m), intégralement accessibles avec un marquage au sol spécifique, et au moins pour les principaux, équipés de bornes indiquant les prochains passages en temps réel ainsi que de bancs et d’abribus.

### Matériel roulant
Les lignes Linéo sont exploitées avec des bus articulés récents, possédant une livrée spécifique grise et argenté. On y trouve des :
- Heuliez GX 427 BHNS (de 2012, 2013 et 2014 roulants au diesel) sur les lignes L1, L2, L3, L9 et L10.
- Heuliez GX 437 Hybride BHNS (de 2016 à propulsion électrique et moteur diesel) sur les lignes L1, L2 et L3.
- Mercedes-Benz Citaro GC2 NGT (de 2017, 2018, 2019, 2021 et 2022 roulants au gaz naturel) sur les lignes L1, L2, L3, L4, L6, L8, L9, L11 et L14.
- Iveco Urbanway 12 GNV (de 2019 roulants au gaz naturel) sur les lignes L5 et L11. La ligne L5 est l'une des seules Linéo dotées uniquement de bus standards, son itinéraire ne permettant pas le passage de bus articulés ; et la ligne L11 en est dotée uniquement les dimanches et jours fériés, pour des raisons de fréquentation.

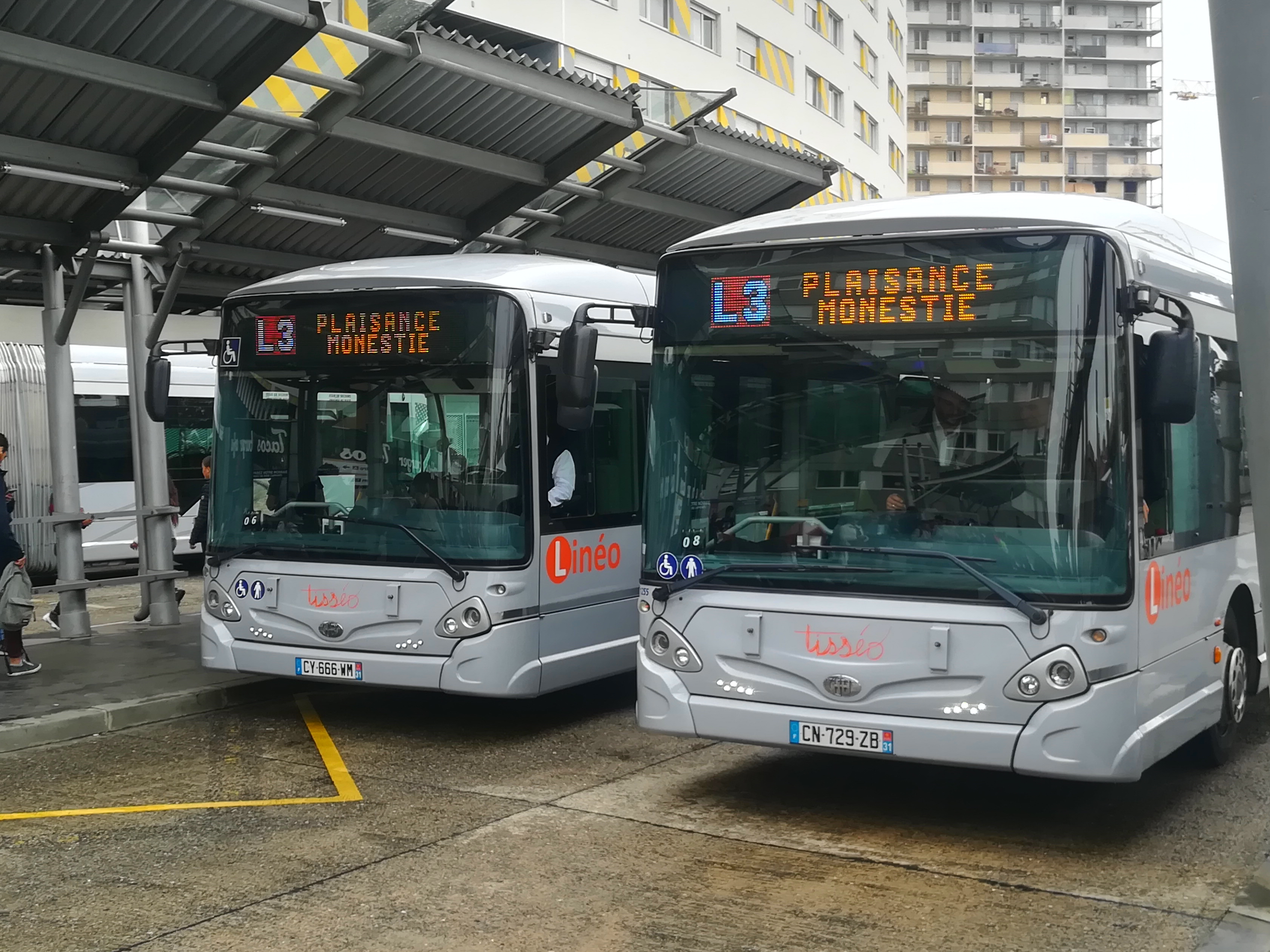
Deux Heuliez GX 427 sur la ligne L3, aux Arènes.
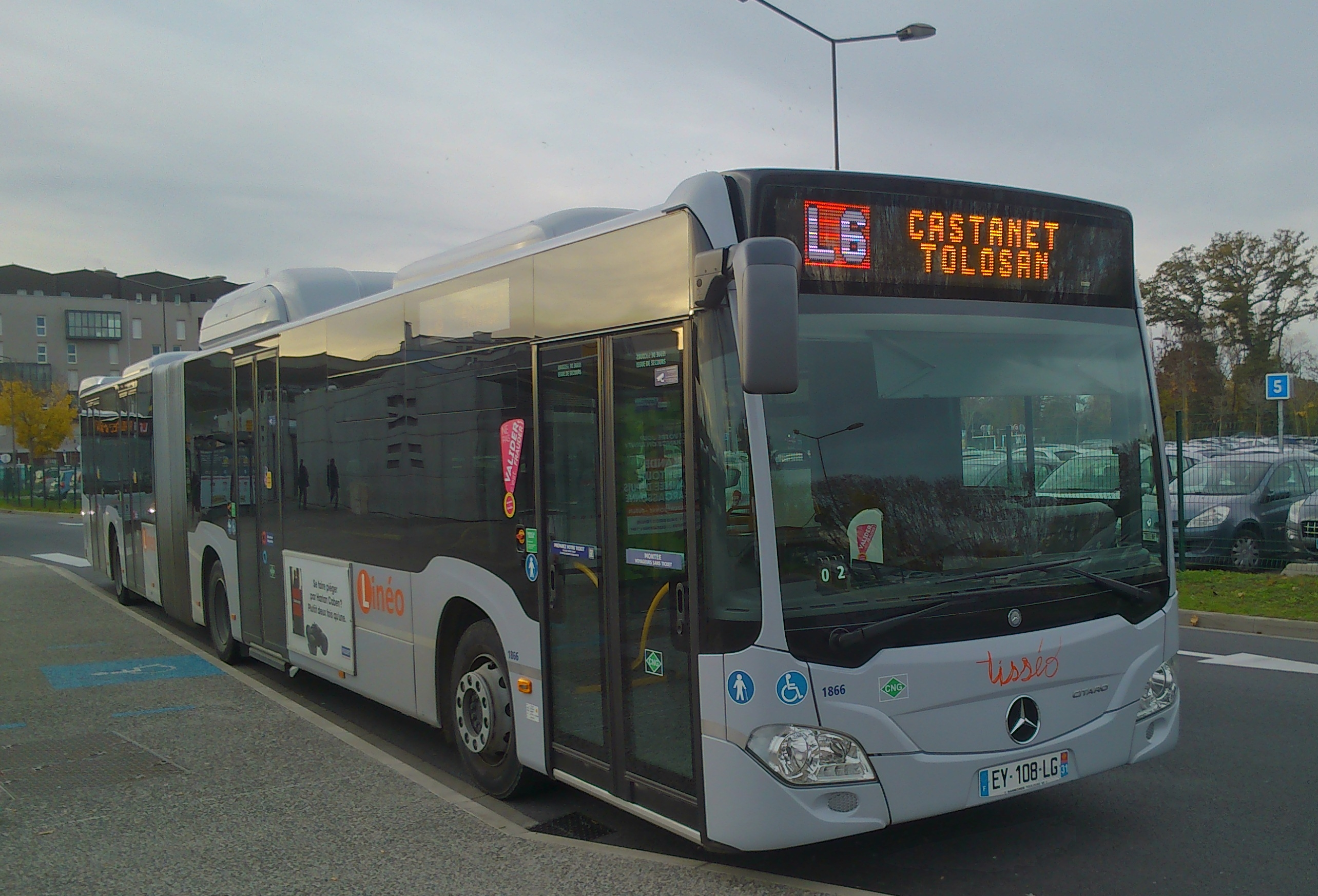
Mercedes-Benz Citaro GC2 NGT sur la ligne L6, à Ramonville.
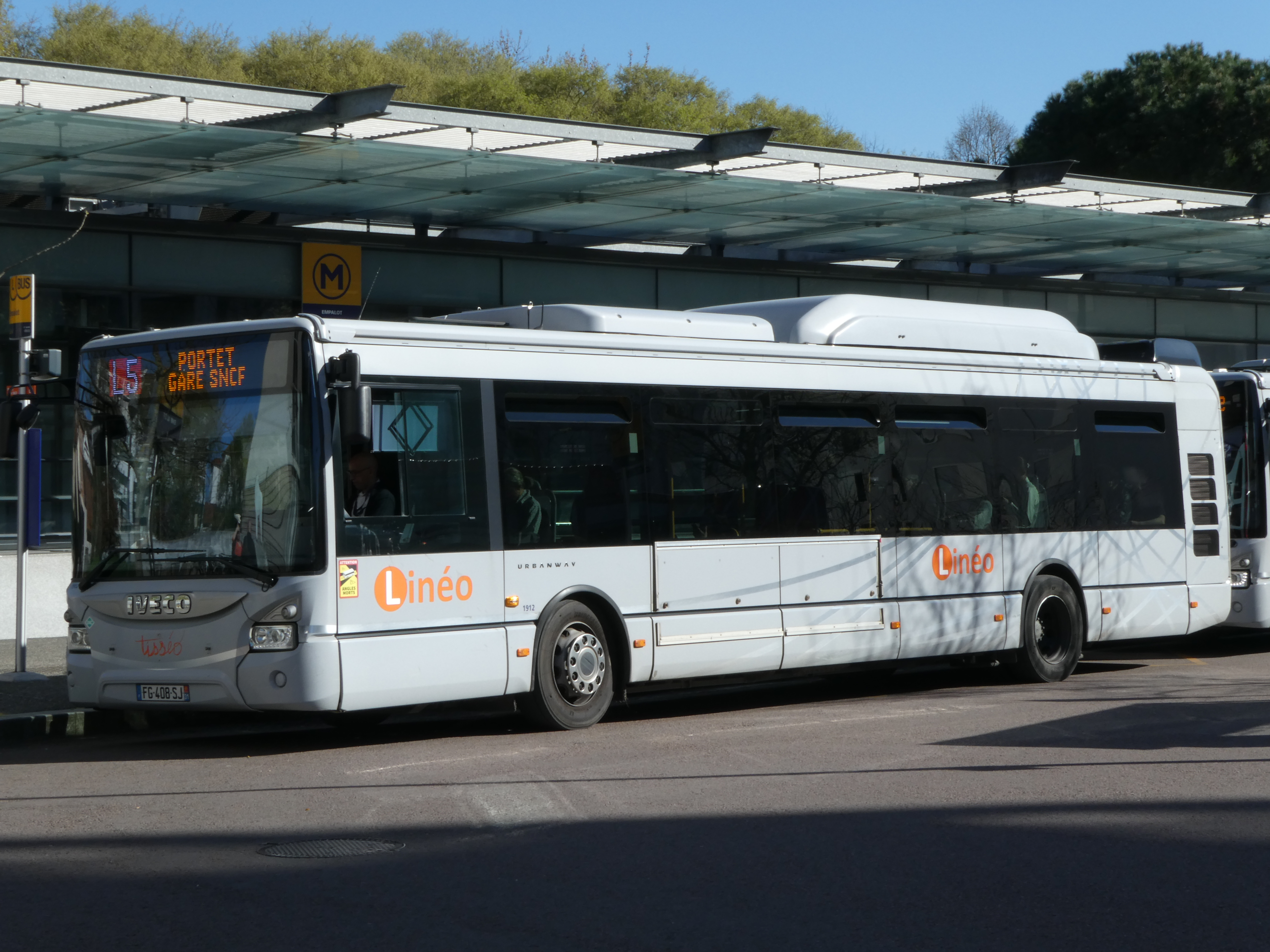
Iveco Urbanway utilisé sur la ligne L5, à Empalot.

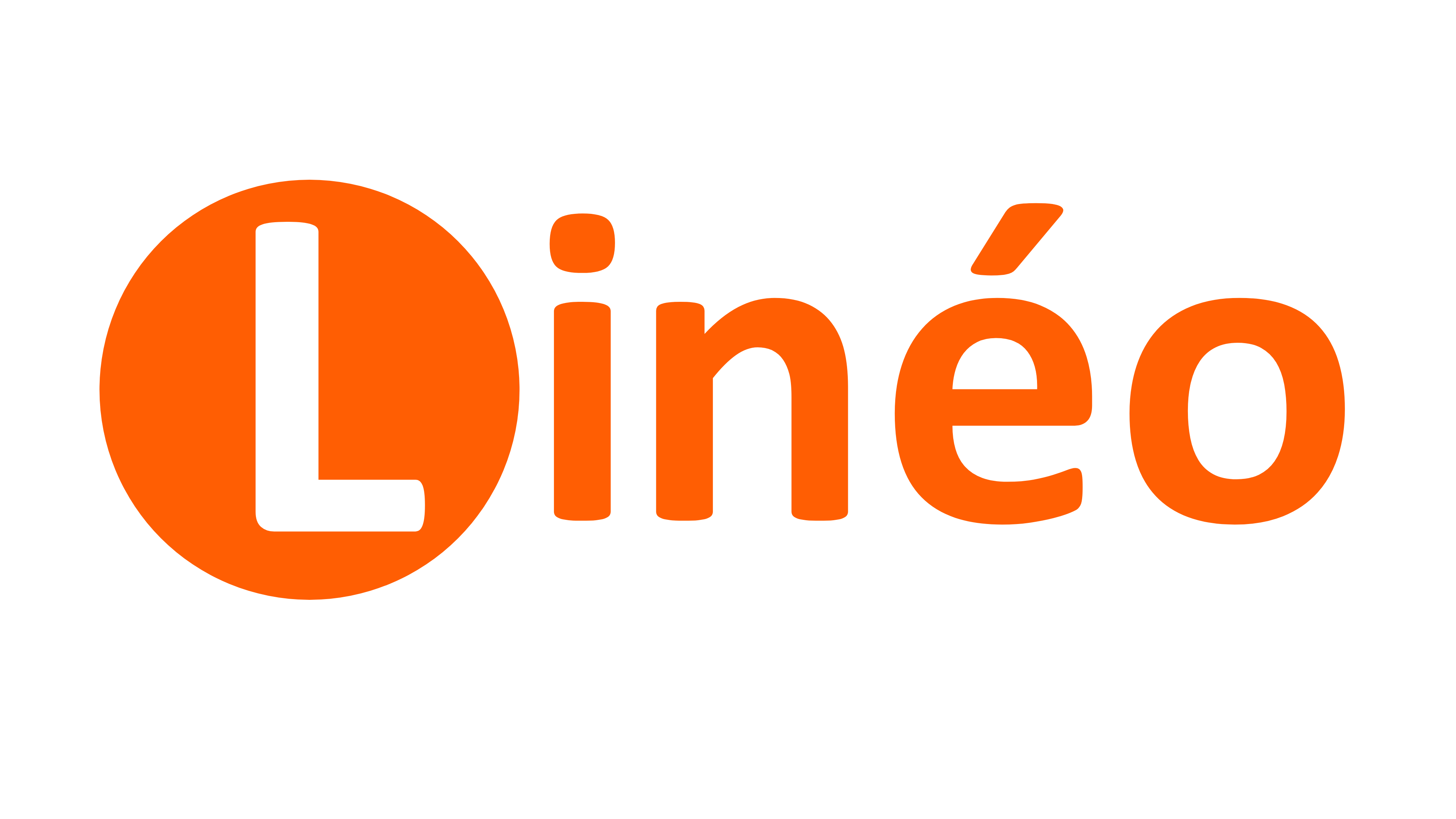
Logo du réseau Linéo, visible sur les bus spécifiques

### Infrastructures

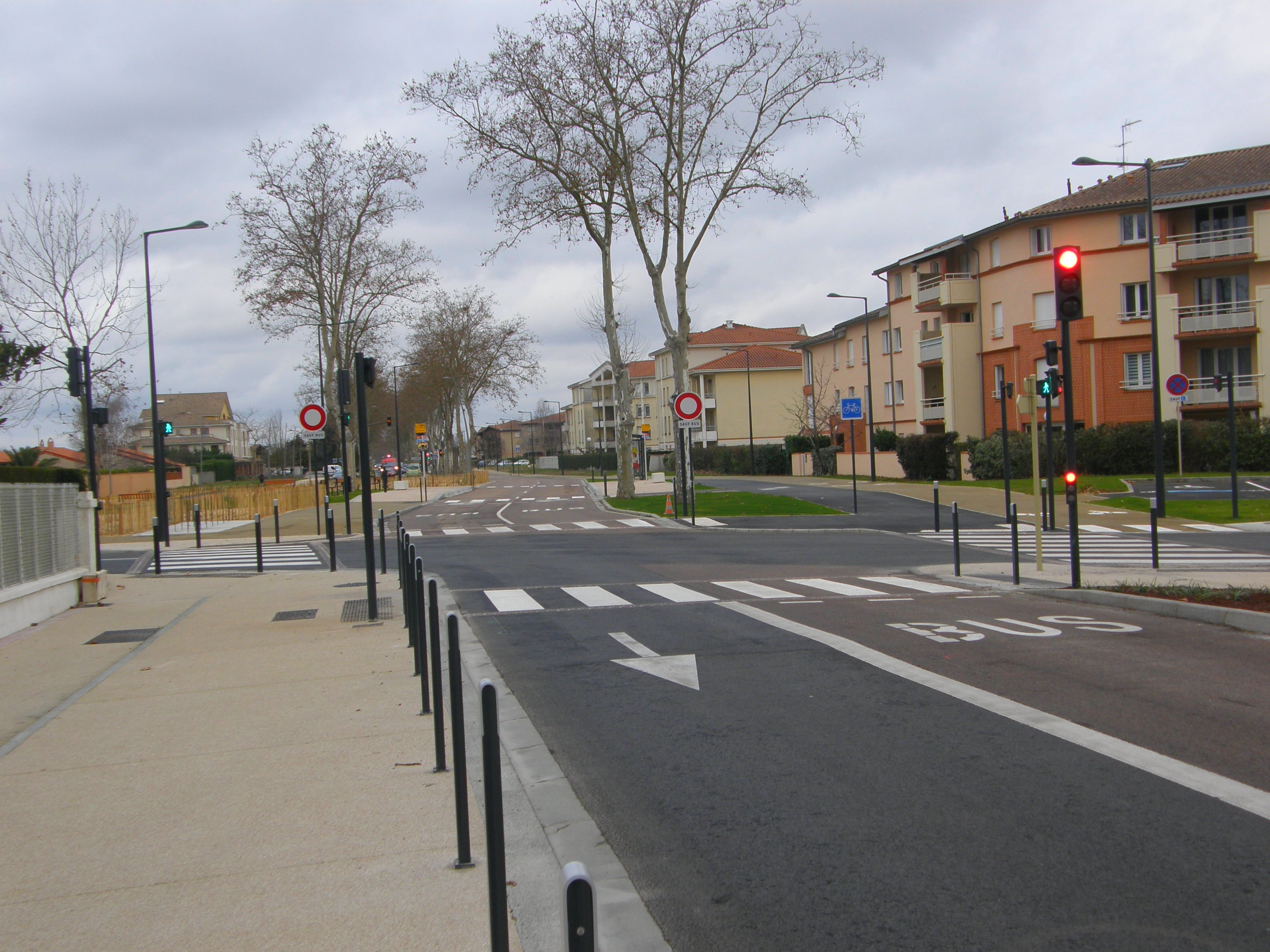
Site propre de la ligne L3 entre les arrêts Rivière Basse et Prat Dessus sur la photo. Ce site propre s'étend entre Prat-Dessus et Tournefeuille Lycée.

Les lignes Linéo ne sont pas des lignes de bus en site propre à proprement dites. Mais leur parcours est optimisé par des couloirs bus, de courtes parties en site propre et par la plupart des feux tricolores qui donnent la priorité aux bus[réf. nécessaire]. Certaines des lignes utilisent même en partie des infrastructures de bus en site propre existantes avant leur mise en service : le BSP Secteur Est, utilisé par la ligne L1 (entre Aérodrome et Balma Ribaute) ; le BSP D813, utilisé par la ligne L6 (entre Ramonville et Peupliers) ; la VCSM, utilisée par la ligne L11 (entre Basso Cambo et Bachecame Petit Jean) ; la LMSE, utilisée par la future nouvelle ligne L7 (entre Giordano Bruno et Malepère) ; et le BUN, utilisé par la future ligne L13 (entre Borderouge et Furet).

## Projets

### Le projet Linéo d'origine (2016 - 2020)
Le projet d'origine (précisé en 2016 après des prémices en 2013) visait à disposer de 10 lignes formant un réseau «en étoile» d'ici 2020 (projet compromis par le report de Linéo 10) qui relieront les communes d'Auzeville-Tolosane, Castanet-Tolosan, Colomiers, Plaisance-du-Touch, Portet-sur-Garonne, Ramonville-Saint-Agne, Saint-Orens-de-Gameville, Tournefeuille, Quint-Fonsegrives et  L'Union (Aucamville, Fenouillet et Saint-Alban) aux différents quartiers de Toulouse. Les estimations visent une fréquentation de 110 000 voyageurs par jour en 2020. Le succès grandissant des 5 lignes Linéo déjà en service fin 2017, est tel que Tisséo Collectivités envisage de réaliser cinq lignes Linéo d'ici 2024 en plus des 9 mises en service avant 2020.

### Les Linéo de 2022
- Linéo 10 (initialement la dixième ligne du projet Linéo) qui relie La Vache et Fenouillet Centre Commercial - Entrée Nord, via les communes d'Aucamville et Saint-Alban.
- En raison du lancement des travaux de piétonnisation de la rue de Metz, Linéo 9 a été prolongée de François Verdier à Saint Orens Centre Commercial par l'itinéraire de l'ancien Linéo 7. Linéo 7, l'appellation et la future ligne, réapparaitront en 2024 pour relier Université Paul Sabatier et Saint Orens Lycée par une partie du trajet actuel de la ligne de bus 78.

### Le Linéo de 2023
- Linéo 11 qui relie Basso Cambo et Frouzins Complexe Sportif, via la VCSM (Voie du Canal de Saint-Martory), et les communes de Cugnaux, Villeneuve-Tolosane et Frouzins.

### Le Linéo de 2024
- Linéo 14 qui relie Marengo SNCF et Basso Cambo, en reprenant l'itinéraire de l'ancienne ligne 14.

### Les Linéo de 2025
Deux nouvelles lignes Linéo seront mises en service le 1er septembre 2025,:
- Linéo 7 qui reliera Université Paul Sabatier et Saint Orens Piscine, via la LMSE (Liaison Multimodale Sud-Est), en reprenant le trajet de la ligne 78 et avec le prolongement de la ligne 109 jusqu'à Balma Ribaute[16].
- Linéo 12 qui reliera Borderouge et Rangueil, via les quartiers de la Maourine, Guillaumet et Plana, la Cité de l'Espace et la future station de métro Montaudran Gare - Piste des Géants et par une partie du trajet des lignes 19, 23, 36 et 37. Il s'agira de la première ligne Linéo dite « transversale », qui desservira uniquement la ville de Toulouse. La ligne 19 est raccourcie à Roseraie, la ligne 23 est raccourcie à La Terrasse, la ligne 37 passe désormais par Rangueil, Côte Pavée, Guilhemery, Jolimont, La Terrasse et Ormeau, ainsi qu'un itinéraire commun avec la ligne 23 à Deltour, Limayrac et Terrasse, et la ligne 36 est supprimée[17].

### Les Linéo de l'horizon 2026 - 2030
Deux nouvelles lignes sont pour l'instant en phase d'étude, sans apport d'informations récentes de la part de Tisséo Collectivités, leur seule trace se trouvant sur le PDU 2020-2025-2030 datant de 2016, et définitivement invalidé en 2023.
- Linéo 13 qui reliera Borderouge et la commune de Bruguières, via le BUN (Boulevard Urbain Nord (si toutefois ce projet est mené à terme) et les communes de Launaguet, Castelginest et Gratentour[20]. Au 10 avril 2025, le projet semble plus être une ligne à forte fréquence, qui pourrait devenir à terme un Linéo. Cette ligne relierait le Lycée Toulouse-Lautrec (ligne C) à la future gare de Fenouillet, par les quartiers de Borderouge et la future ZAC Paléficat et les communes de Launaguet, Castelginest et Saint-Alban[21].
- Linéo 15 qui reliera Arènes à Université Paul Sabatier ou Ramonville, par le trajet de la ligne 34[22].

### Des prolongations des actuels et futurs Linéo
Deux prolongations de Linéo ont d'ores et déjà été réalisées sur des lignes existantes : 
- Le 11 mars 2019, la ligne Linéo 1 a été prolongée jusqu'à Fonsegrives Entiore en journée (elle retrouve son terminus Gymnase de l'Hers à partir de 21h30).
- Le 29 août 2022, la Linéo 9 a été prolongée de François Verdier à Saint Orens Centre Commercial par l'itinéraire de l'ancien Linéo 7, le reste de son trajet étant repris par une ligne de bus classique.

Cinq prolongations d'actuelles et futures Linéo sont pour l'instant en phase d'étude, sans apport d'informations récentes par Tisséo Collectivités, leur seule trace se trouvant sur le PDU 2020-2025-2030 datant de 2016 et annulé définitivement en 2023.
- Prolongation de Linéo 2 vers la ZAC du Perget, située au sud de son terminus Colomiers Lycée International[20], par une partie de l'itinéraire de la double-ligne 150-151.
- Prolongation de Linéo 6 vers les communes de Pechabou, Pompertuzat et Deyme[20], depuis son terminus Castanet Tolosan, par une partie de l'itinéraire des lignes 202 et 205.
- Prolongation de Linéo 9 au nord vers la commune de Rouffiac Tolosan[20], depuis son terminus L'Union Grande Halle, par une partie de l'itinéraire des lignes 68 et 73.
- Prolongation de Linéo 10 au sud vers le centre-ville de Toulouse[20], depuis son terminus La Vache, par une partie de l'itinéraire actuel de la lignes 29.

Deux prolongations d'actuelles et futures Linéo, demandées par des autorités territoriales :
- Éventuelle prolongation de Linéo 10, cette fois-ci vers le centre-ville de Fenouillet, par une partie de l'itinéraire actuel des lignes 59 et 113. Prolongation qui a été demandée par le maire de Fenouillet[23].
- Éventuelle prolongation de Linéo 11 vers la commune de Seysses, depuis la commune de Frouzins, par une partie de l'itinéraire actuel des lignes 58 et 315. Prolongation qui a été demandée par le représentant de la communauté d'agglomération du Muretain[24].

## Le réseau

### Résumé des lignes

| Ligne | Lancement                                                               | Terminus                                                                 | Voyageurs quotidiens (2021) | Lignes remplacées ou modifiées |
| ----- | ----------------------------------------------------------------------- | ------------------------------------------------------------------------ | --------------------------- | ------------------------------ |
| L1    | 2 septembre 2013 (prémices) et 29 août 2016 (officiel)                  | Sept Deniers ↔ Fonsegrives Entiore (Gymnase de l'Hers à partir de 21h30) | 21 501                      | 16                             |
| L2    | 29 août 2016                                                            | Arènes ↔ Colomiers Lycée International                                   | 10 985                      | 64                             |
| L3    | 7 janvier 2019                                                          | Arènes ↔ Plaisance Monestié                                              | 7 872                       | 65                             |
| L4    | 2 septembre 2019 vers Cours Dillon 4 septembre 2023 vers Empalot        | Basso Cambo ↔ Empalot                                                    | 8 466                       | 12                             |
| L5    | 2 décembre 2019                                                         | Empalot ↔ Portet Gare SNCF                                               | 4 966                       | 52                             |
| L6    | 4 septembre 2017                                                        | Ramonville ↔ Castanet-Tolosan                                            | 6 653                       | 62                             |
| L8    | 4 septembre 2017                                                        | Marengo – SNCF ↔ Gonin                                                   | 8 587                       | 22                             |
| L9    | 3 septembre 2018                                                        | L'Union Grande Halle ↔ Saint Orens Centre Commercial                     | 10 433                      | 38, 39 et L7                   |
| L10   | 29 août 2022                                                            | La Vache ↔ Fenouillet Centre Commercial - Entrée Nord                    |                             | 60, 69 et 113                  |
| L11   | 2 janvier 2023                                                          | Basso Cambo ↔ Frouzins Complexe Sportif                                  |                             | 47 et 57                       |
| L7    | 1er septembre 2025                                                      | Université Paul Sabatier ↔ Piscine Saint Orens                           |                             | 78                             |
| L12   | 1er septembre 2025                                                      | Borderouge ↔ Rangueil                                                    |                             | 19, 23, 36 et 37               |
| L13   | environ 2026 - 2030 Ligne non confirmée après annulation du PDU en 2023 | Borderouge ↔ commune du nord toulousain                                  |                             |                                |
| L14   | 2 septembre 2024                                                        | Marengo – SNCF ↔ Basso Cambo                                             |                             | 14                             |
| L15   | environ 2026 - 2030 Ligne non confirmée après annulation du PDU en 2023 | Basso Cambo* ↔ Université Paul Sabatier* *destinations non confirmées    |                             | 18 et 34                       |